# Ault Field
Ault Field é uma Região censo-designada localizada no estado norte-americano de Washington, no Condado de Island.

## Demografia
Segundo o censo norte-americano de 2000, a sua população era de 2064 habitantes.

## Geografia
De acordo com o United States Census Bureau tem uma área de 
26,9 km², dos quais 17,8 km² cobertos por terra e 9,1 km² cobertos por água.

## Localidades na vizinhança
O diagrama seguinte representa as localidades num raio de 20 km ao redor de Ault Field. 